# Pedro Luís Guido Scarpa
Pedro Luís Guido Scarpa OFMCap (* 7. Februar 1925 in Venedig, Italien; † 20. Oktober 2018 in Luanda, Angola) war ein italienischer Ordensgeistlicher und römisch-katholischer Bischof von Ndalatando.

## Leben
Pedro Luís Guido Scarpa trat der Ordensgemeinschaft der Kapuziner bei und empfing am 26. März 1950 die Priesterweihe.
Papst Johannes Paul II. ernannte ihn am 22. Juli 1983 zum Titularbischof von Cursola und zum Weihbischof in Luanda. Die Bischofsweihe spendete ihm der Erzbischof von Luanda, Eduardo André Muaca, am 16. Oktober desselben Jahres; Mitkonsekratoren waren Fortunato Baldelli, Apostolischer Delegat in Angola, und José Francisco Moreira dos Santos OFMCap, Bischof von Uije.
Am 26. März 1990 wurde er durch Johannes Paul II. zum Bischof von Ndalatando ernannt.
Am 23. Juli 2005 nahm Papst Benedikt XVI. sein aus Altersgründen vorgebrachtes Rücktrittsgesuch an.